# O Castelo (curta-metragem)
O Castelo é um curta-metragem brasileiro produzido no Paraná no ano de 2012 pela Kinoarte e pela Filmes da Leste em parceria com a Rede Paranaense de Comunicação. Na produção conta com Argel Medeiros e Bruno Gehring, e ainda conta com a direção, roteiro e montagem de Rodrigo Grota, direção de fotografia de Guilherme Gerais, direção de arte de Felipe Augusto, trilha sonora original de Otávio Santos e figurinos de Nélio Pinheiro. O curta metragem é rodado inteiramente em 3D e teve uma pequena prévia pela RPC TV em março de 2013, e lançado meses depois no cinema em formato 3D.
O curta-metragem também foi premiado no Olhar de Cinema - Festival Internacional de Curitiba.
Em agosto de 2013, três curtas-metragens da mesma produtora Kinoarte foram apresentados no Festival Internacional de Curtas-Metragens de São Paulo, entre eles: O Castelo, Sylvia e Laura. Este evento é um dos mais importantes de toda a América Latina e do mundo.

## Elenco
- Guilherme Kirchheim
- Mayara Dionisio
- Ana Luisa Preto
- Adalberto Pereira
- Adriano Gouvella
- Isabelle Pereira